# پنجشنبه (آلبوم)
پنجشنبه (انگلیسی: Thursday) دومین میکس‌تیپ از خواننده و ترانه‌پرداز کانادایی د ویکند است که در ۱۸ اوت ۲۰۱۱ توسط ایکس‌او منتشر شد. مانند اولین میکس‌تیپ او خانه بادکنک‌ها (۲۰۱۱)، د ویکند با تهیه‌کنندگان و ترانه‌سرایان داک مک‌کینی و ایلانجلو همکاری کرد. این دو نفر به‌طور کامل پنجشنبه را تولید کردند و تعداد نمونه‌های موسیقی در آن کمتر از اثر قبلی است. این میکس‌تیپ در تورنتو ضبط شده و همچنین شامل حضور مهمان رپر کانادایی دریک است.
پنجشنبه دارای سبک موسیقی متنوع و خاصی است که از ترکیب داون‌تمپو، دابستپ، دریم پاپ، هیپ هاپ، راک و رگی بهره می‌برد. این آلبوم همچنان به موضوعات مشابه آثار قبلی هنرمند پرداخته و به مصرف مواد مخدر، آزادی‌خواهی و تجربیات او در زمینه عشق و شهرت جدید می‌پردازد. او این میکس‌تیپ را به عنوان اشاره‌ای به رابطه باز جنجالی که با معشوقه سابقش داشته، نام‌گذاری کرده است.